# Изпепелени сърца
„Изпепелени сърца“ (на английски: „Heartburn“) е американска драма от 1986 година, режисиран от Майк Никълс по сценарий на Нора Ефрон. С участието на Джак Никълсън и Мерил Стрийп.

## Сюжет
Рейчъл е успешна писателка готова да даде всичко за семейството си, Марк е журналист и непоправим плейбой. Тя е от Ню Йорк, той е от Вашингтон. Перфектният им брак се разклаща, когато той ѝ изневерява, а тя научава за това.

## В ролите
| Изпълнител     | Роля             |
| -------------- | ---------------- |
| Джак Никълсън  | Марк Форман      |
| Мерил Стрийп   | Рейчъл Семстет   |
| Стокард Ченинг | Джули Сийгъл     |
| Джеф Даниълс   | Ричард           |
| Милош Форман   | Дмитрий          |
| Катрин О'Хара  | Бети             |
| Мами Гъмър     | Ани Форман       |
| Кевин Спейси   | крадец в метрото |